# Achaearyopa pnaca
Achaearyopa pnaca är en spindelart som beskrevs av Alberto Barrion och James A. Litsinger 1995. Achaearyopa pnaca ingår i släktet Achaearyopa och familjen klotspindlar.
Artens utbredningsområde är Filippinerna. Inga underarter finns listade i Catalogue of Life.